# Hypotia
Hypotia is een geslacht van vlinders van de familie snuitmotten (Pyralidae), uit de onderfamilie Pyralinae.

## Soorten
- H. aglossalis (Hampson, 1906)
- H. antongilensis Leraut, 2006
- H. argentalis (Hampson, 1900)
- H. australis (Viette, 1960)
- H. birgita Asselbergs, 2008
- H. bleusei Oberthür, 1888
- H. bolinalis (Walker, 1859)
- H. brandbergensis Leraut, 2007
- H. colchicalis (Herrich-Schäffer, 1851)
- H. concatenalis Lederer, 1858
- H. corticalis (Denis & Schiffermüller, 1775)
- H. costinotalis (Hampson, 1916)
- H. decembralis Leraut, 2007
- H. deckerti Mey, 2011
- H. diehlalis Viette, 1953
- H. dinteri Grünberg, 1910
- H. eberti Leraut, 2007
- H. eumictalis (Hampson, 1917)
- H. faucis Mey, 2011
- H. grisescens (Warren, 1914)
- H. griveaudi Leraut, 2004
- H. infulalis Lederer, 1858
- H. jeannelalis Leraut, 2006
- H. juergensi Mey, 2011
- H. leonalis (Oberthür, 1887)
- H. leucographalis (Hampson, 1900)
- H. lhonorei Leraut, 2006
- H. littoralis Leraut, 2009
- H. mabillalis (Ragonot, 1891)
- H. mahafalyalis Leraut, 2009
- H. massilialis (Duponchel, 1832)
- H. mavromoustakisi (Rebel, 1928)
- H. meloualis Leraut, 2006
- H. meyi Leraut, 2007
- H. miegi Ragonot, 1895
- H. mineti Leraut, 2004
- H. muscosalis (Rebel, 1917)
- H. myalis (Rothschild, 1913)
- H. namaensis Mey, 2011
- H. namaquensis Mey, 2011
- H. namibiensis Leraut, 2007
- H. numidalis (Hampson, 1900)
- H. ornata (Druce, 1902)
- H. pallidicarnea (Warren, 1914)
- H. pectinalis (Herrich-Schäffer, 1838)
- H. peratalis (Hampson, 1916)
- H. perstrigata (Hampson, 1916)
- H. phaeagonalis (Hampson, 1906)
- H. philornis Meyrick, 1937
- H. pronamibiella Mey, 2011
- H. quagga Mey, 2011
- H. rufimarginalis (Hampson, 1896)
- H. saramitoi (Guillermet, 1996)
- H. secundalis Leraut, 2006
- H. seyrigalis Viette, 1953
- H. sinaica (Rebel, 1903)
- H. syrtalis (Ragonot, 1887)
- H. tertialis Leraut, 2006
- H. viettei Leraut, 2004
- H. vulgaris (Butler, 1881)